# Піщанка (Куп'янський район)
Піща́нка — село в Україні, у Дворічанській селищній громаді Куп'янського району Харківської області. Населення становить 92 осіб. До 2020 орган місцевого самоврядування — Пісківська сільська рада.

## Географія
Село Піщанка знаходиться на правому березі пересихаючої річки Чернявка, на відстані 1 км від кордону з Росією, село витягнуто вздовж русла на 3 км, нижче за течією примикає до села Привєт (Росія). За 5 км знаходиться залізнична станція Тополі і, приблизно, за 4-5 км залізнична станція Соловей (Бєлгородська область).

## Історія
1725 — дата заснування.
7 (20) листопада 1917 року, відповідно до.Третього Універсалу Української Центральної Ради, увійшло до складу Української Народної Республіки.
12 червня 2020 року, відповідно до Розпорядження Кабінету Міністрів України  № 725-р «Про визначення адміністративних центрів та затвердження територій територіальних громад Харківської області», увійшло до складу Дворічанської селищної громади.
19 липня 2020 року, в результаті адміністративно - територіальної реформи та ліквідації Дворічанського району, село увійшло до складу Куп'янського району Харківської області.
Село тимчасово окуповане російськими військами 24 лютого 2022 року.

## Економіка
- В селі є молочно-товарна ферма (зруйнована).

## Об'єкти соціальної сфери
- Школа (не працює).
- Клуб (не працює).
- Фельдшерсько-акушерський пункт (не працює).

## Екологія
- Поруч з селом проходить аміакопровід.
- Поруч із селом розташовується ентомологічний заказник Піщаний — пам'ятка природи місцевого значення.